# Утиура
Утиура или Вулканичен залив (на японски: 内浦湾, Uchiura-wan) е залив на Тихия океан, на югозападния бряг на остров Хокайдо. Вдава се на северозапад в сушата на около 55 km, ширината на входа между носовете Тикю на североизток и Суна на югозапад е около 30 km. На запад и югозапад е ограничен от полуостров Ошима. Дълбочината му е до 107 m. Заливът има овална форма, а бреговете му са предимно ниски, с отделни вулканични конуси – Усу (на североизток), Комагатаке (на юг) и др. По бреговете му са разположени множество, предимно малки селища, като най-големи са градовете Муроран (китобойната база на Япония), Дате, Осямамбе, Якумо, Мори.